# 沢田研二・志村けんのジュリけん
沢田研二・志村けんのジュリけん（さわだけんじ・しむらけんのジュリけん）は、文化放送で2001年10月6日 - 2003年4月6日まで放送されたトーク番組である。
放送時間は、2002年10月5日までは毎週土曜10:00 - 11:00、2002年10月13日以降は毎週日曜9:00 - 9:50。
なお、正式なタイトルは『What's a Wonderful Radio ジュリけん!』であった。

## 出演者
- 志村けん
- 沢田研二
- 吉田涙子

## 概要
かつて同じ事務所の先輩（沢田）と後輩（志村）の関係で、「8時だョ!全員集合」（TBS、1969年 - 1985年）で唯一の話し相手だった  という沢田と志村の60分トーク番組。
毎回「ジュリけんファイル」（放送第1回の最初のテーマから通し番号が付いている）と呼ばれる数種類のテーマについて沢田と志村が熱く深く語り、後半15分はハガキの紹介。
沢田は食べ物系の話になると語り口が熱くなる傾向があり、非常に強いこだわりを持っていることを窺わせた。
また現在広く知られている志村の健康オタクぶりが初めて明らかにされたのはこの番組だった。
ラジオ局の関係者によると、沢田は志村の話術に乗せられて、普段は決して話さないような下ネタも口にすることがあり、ファンは驚いていたという。
北陸放送（2001年10月期・土曜日 18:00 - 19:00）、北日本放送（2001年10月期・日曜日 18:00 - 19:00）、福井放送（2002年4月 - 2003年4月・土曜日 12:00 - 13:00）、IBC岩手放送（2002年10月期・土曜日 20:00 - 21:00）などNRN系列各局にもネットされていた。